# Isolia longistriata
Isolia longistriata är en stekelart som beskrevs av Alekseev 1979. Isolia longistriata ingår i släktet Isolia och familjen gallmyggesteklar. Inga underarter finns listade i Catalogue of Life.